# Ficus delosyce
Ficus delosyce es una especie de planta angiosperma del género Ficus, perteneciente a la familia Moraceae. Crece hasta tener 25 metros (82,0 pies).

## Fruto
Los higos son diminutos, de 0,4 a 0,7 cm. Crecen en pares en las axilas de las hojas, en los extremos de las ramas. El ápice del higo, alrededor del ostiolo, se estrecha con brácteas puntiagudas. Los higos maduran con colores que van del verde al blanco o amarillo pálido.

## Taxonomía
Ficus delosyce fue descrita por Edred John Henry Corner en 1960.

## Distribución
Se encuentra en el territorio de Borneo, península de Malaca y Sumatra, por lo general en bosques pantanosos a baja altitud. En Singapur, se presume que esta especie está extinta a nivel nacional. Recientemente fue descrita en el bosque pantanoso de Nee Soon y a nivel del embalse MacRitchie, por lo que se le asignó el estado de conservación nacional de especie en peligro crítico de extinción.